# Liste des soumissions à la 86e cérémonie des Oscars pour le meilleur film en langue étrangère

Cet article présente la liste des soumissions à la 86e cérémonie des Oscars pour le meilleur film en langue étrangère.

## Soumissions
Les 76 films sélectionnés pour l'Oscar ont été annoncés le 7 octobre 2013. Le 20 décembre ont été annoncés les 9 films qui concourent pour les sélections de janvier, dernière shortlist avant les nominations finales qui ont été annoncées le 16 janvier 2014.
| Pays                   | Titre                                             | Titre utilisé par l'Académie             | Titre original                              | Langage(s)                                     | Réalisateur                      | Résultat             |
| ---------------------- | ------------------------------------------------- | ---------------------------------------- | ------------------------------------------- | ---------------------------------------------- | -------------------------------- | -------------------- |
| Afghanistan            | Wajma                                             | Wajma (An Afghan Love Story)             | وژمه                                        | Dari                                           | Barmak Akram                     | Non nommé            |
| Afrique du Sud         | Four Corners                                      |                                          |                                             | Afrikaans, Tsotsitaal                          | Ian Gabriel                      | Non nommé            |
| Albanie                | Agon                                              |                                          |                                             | Albanais, Grec                                 | Robert Budina                    | Non nommé            |
| Allemagne              | D'une vie à l'autre                               |                                          | Zwei Leben                                  | Allemand                                       | Georg Maas                       | Shortlist de janvier |
| Arabie saoudite        | Wadjda                                            |                                          | وجدة                                        | Arabe                                          | Haifaa al-Mansour                | Non nommé            |
| Argentine              | Le Médecin de famille                             | The German Doctor                        | Wakolda                                     | Espagnol, Allemand, Hébreu                     | Lucía Puenzo                     | Non nommé            |
| Australie              | The Rocket                                        |                                          |                                             | Lao                                            | Kim Mordaunt                     | Non nommé            |
| Autriche               | Le Mur invisible                                  | The Wall                                 | Die Wand                                    | Allemand                                       | Julian Pölsler                   | Non nommé            |
| Azerbaïdjan            | Steppe Man                                        |                                          | Çölçü                                       | Azéri                                          | Shamil Aliyev                    | Non nommé            |
| Bangladesh             | Television                                        |                                          | টেলিভিশন                                       | Bengali                                        | Mostofa Sarwar Farooki           | Non nommé            |
| Belgique               | Alabama Monroe                                    | The Broken Circle Breakdown              | The Broken Circle Breakdown                 | Néerlandais                                    | Felix van Groeningen             | Nommé                |
| Bosnie-Herzégovine     | Un épisode dans la vie d'un cueilleur de fer      | An Episode in the Life of an Iron Picker | Epizoda u životu berača željeza             | Bosnien, Romani                                | Danis Tanović                    | Shortlist de janvier |
| Brésil                 | Neighboring Sounds                                |                                          | O Som ao Redor                              | Portugais, Mandarin, Anglais                   | Kleber Mendonça Filho            | Non nommé            |
| Bulgarie               | The Colour of the Chameleon                       |                                          | Цветът на Хамелеона                         | Bulgare                                        | Emil Hristov                     | Non nommé            |
| Cambodge               | L'Image manquante                                 | The Missing Picture                      |                                             | Français                                       | Rithy Panh                       | Nommé                |
| Canada                 | Gabrielle                                         |                                          |                                             | Français                                       | Louise Archambault               | Non nommé            |
| Chili                  | Gloria                                            |                                          |                                             | Espagnol                                       | Sebastián Lelio                  | Non nommé            |
| Chine                  | Back to 1942                                      |                                          | 一九四二                                    | Mandarin, Anglais                              | Feng Xiaogang                    | Non nommé            |
| Colombie               | La Playa D.C.                                     |                                          |                                             | Espagnol                                       | Juan Andrés Arango               | Non nommé            |
| Corée du Sud           | Juvenile Offender                                 |                                          | 범죄소년                                    | Coréen                                         | Kang Yi-kwan                     | Non nommé            |
| Croatie                | Halima's Path                                     |                                          | Halimin put                                 | Bosnien                                        | Arsen Anton Ostojić              | Non nommé            |
| Danemark               | La Chasse                                         | The Hunt                                 | Jagten                                      | Danois                                         | Thomas Vinterberg                | Nommé                |
| Égypte                 | Winter of Discontent                              |                                          | الشتا إللى فات                              | Arabe                                          | Ibrahim El Batout                | Non nommé            |
| Équateur               | Porcelain Horse                                   |                                          | Mejor No Hablar (de Ciertas Cosas)          | Espagnol                                       | Javier Andrade                   | Non nommé            |
| Espagne                | 15 Years and One Day                              |                                          | 15 años y un día                            | Espagnol                                       | Gracia Querejeta                 | Non nommé            |
| Estonie                | Free Range                                        |                                          | Free Range: Ballaad maailma heakskiitmisest | Estonien                                       | Veiko Õunpuu                     | Non nommé            |
| Finlande               | Disciple                                          |                                          | Lärjungen                                   | Suédois                                        | Ulrika Bengts                    | Non nommé            |
| France                 | Renoir                                            |                                          |                                             | Français                                       | Gilles Bourdos                   | Non nommé            |
| Géorgie                | Eka et Natia, Chronique d'une jeunesse géorgienne | In Bloom                                 | გრძელი ნათელი დღეები                        | Géorgien                                       | Nana Ekvtimishvili et Simon Groß | Non nommé            |
| Grèce                  | Boy Eating the Bird's Food                        |                                          | Το Αγόρι Τρώει το Φαγητό του Πουλιού        | Grec                                           | Ektoras Lygizos                  | Non nommé            |
| Hong Kong              | The Grandmaster                                   |                                          | 一代宗師                                    | Cantonais, Mandarin                            | Wong Kar-wai                     | Shortlist de janvier |
| Hongrie                | The Notebook                                      |                                          | A nagy füzet                                | Hongrois                                       | János Szász                      | Shortlist de janvier |
| Islande                | Des chevaux et des hommes                         | Of Horses and Men                        | Hross í oss                                 | Islandais                                      | Benedikt Erlingsson              | Non nommé            |
| Inde                   | The Good Road                                     |                                          |                                             | Gujarati                                       | Gyan Correa                      | Non nommé            |
| Indonésie              | Sang Kiai                                         |                                          |                                             | Indonesien, japonais                           | Rako Prijanto                    | Non nommé            |
| Iran                   | Le Passé                                          | The Past                                 | گذشته                                       | Français, Persan                               | Asghar Farhadi                   | Non nommé            |
| Israël                 | Bethlehem                                         |                                          | בית לחם                                     | Hébreu, Arabe                                  | Yuval Adler                      | Non nommé            |
| Italie                 | La grande bellezza                                | The Great Beauty                         |                                             | Italien                                        | Paolo Sorrentino                 | Lauréat              |
| Japon                  | The Great Passage                                 |                                          | 舟を編む                                    | Japonais                                       | Yuya Ishii                       | Non nommé            |
| Kazakhstan             | The Old Man                                       |                                          | Шал                                         | Russe, Kazakh                                  | Ermek Tursunov                   | Non nommé            |
| Lettonie               | Mother, I Love You                                |                                          | Mammu, es tevi mīlu                         | Letton                                         | Jānis Nords                      | Non nommé            |
| Liban                  | Blind Intersections                               |                                          | قصة ثواني                                   | Arabe                                          | Lara Saba                        | Non nommé            |
| Lituanie               | Conversations on Serious Topics                   |                                          | Pokalbiai rimtomis temomis                  | Lituanien                                      | Giedrė Beinoriūtė                | Non nommé            |
| Luxembourg             | Blind Spot                                        |                                          | Doudege Wénkel                              | Luxembourgeois, Français                       | Christophe Wagner                | Non nommé            |
| Maroc                  | Les Chevaux de Dieu                               | Horses of God                            | يا خيل الله                                 | Arabe                                          | Nabil Ayouch                     | Non nommé            |
| Mexique                | Heli                                              |                                          |                                             | Espagnol                                       | Amat Escalante                   | Non nommé            |
| Moldavie               | All God's Children                                |                                          | Toti Copiii Domnului                        | Roumain, Italien                               | Adrian Popovici                  | Non nommé            |
| Monténégro             | Ace of Spades: Bad Destiny                        |                                          | As pik - loša sudbina                       | Serbo-croate                                   | Draško Đurović                   | Non nommé            |
| Népal                  | Soongava: Dance of the Orchids                    |                                          | सुनगाभा                                        | Nepalais                                       | Subarna Thapa                    | Non nommé            |
| Norvège                | I Am Yours                                        |                                          | Jeg er din                                  | Norvégien, Ourdou, Suédois                     | Iram Haq                         | Non nommé            |
| Nouvelle-Zélande       | White Lies                                        |                                          | Tuakiri Huna                                | Maori                                          | Dana Rotberg                     | Non nommé            |
| Pakistan               | Zinda Bhaag                                       |                                          | زندہ بھاگ                                   | Pendjabi                                       | Meenu Gaur et Farjad Nabi        | Non nommé            |
| Palestine              | Omar                                              |                                          | عمر                                         | Arabe                                          | Hany Abu-Assad                   | Nommé                |
| Pays-Bas               | Borgman                                           |                                          |                                             | Néerlandais                                    | Alex van Warmerdam               | Non nommé            |
| Pérou                  | The Cleaner                                       |                                          | El limpiador                                | Espagnol                                       | Adrián Saba                      | Non nommé            |
| Philippines            | Transit                                           |                                          |                                             | Philippin, Tagalog, Hébreu, Anglais            | Hannah Espia                     | Non nommé            |
| Pologne                | L'Homme du peuple                                 | Walesa. Man of Hope                      | Wałęsa. Człowiek z nadziei                  | Polonais                                       | Andrzej Wajda                    | Non nommé            |
| Portugal               | Les Lignes de Wellington                          | Lines of Wellington                      | Linhas de Wellington                        | Portugais, Français, Anglais                   | Valeria Sarmiento                | Non nommé            |
| République dominicaine | Who's the Boss?                                   |                                          | ¿Quién Manda?                               | Espagnol                                       | Ronni Castillo                   | Non nommé            |
| République tchèque     | The Don Juans                                     |                                          | Donšajni                                    | Tchèque                                        | Jiří Menzel                      | Non nommé            |
| Roumanie               | Mère et Fils                                      | Child's Pose                             | Poziţia Copilului                           | Roumain                                        | Călin Peter Netzer               | Non nommé            |
| Royaume-Uni            | Metro Manila                                      |                                          |                                             | Philippin, Tagalog                             | Sean Ellis                       | Non nommé            |
| Russie                 | Stalingrad                                        |                                          | Сталинград                                  | Russe                                          | Fiodor Bondartchouk              | Non nommé            |
| Serbie                 | Circles                                           |                                          | Кругови                                     | Serbe                                          | Srdan Golubović                  | Non nommé            |
| Singapour              | Ilo Ilo                                           |                                          | 爸妈不在家                                  | Mandarin, Hokkien, Philippin, Tagalog, Anglais | Anthony Chen                     | Non nommé            |
| Slovaquie              | My Dog Killer                                     |                                          | Môj pes Killer                              | Slovaque                                       | Mira Fornay                      | Non nommé            |
| Slovénie               | Class Enemy                                       |                                          | Razredni sovražnik                          | Slovène                                        | Rok Biček                        | Non nommé            |
| Suède                  | Eat Sleep Die                                     |                                          | Äta sova dö                                 | Suédois, Croate                                | Gabriela Pichler                 | Non nommé            |
| Suisse                 | Des Abeilles et des hommes                        | More than Honey                          |                                             | Allemand, Mandarin, Anglais                    | Markus Imhoof                    | Non nommé            |
| Taïwan                 | Soul                                              |                                          | 失魂                                        | Mandarin                                       | Chung Mong-hong                  | Non nommé            |
| Tchad                  | Grigris                                           |                                          |                                             | Français, Arabe                                | Mahamat Saleh Haroun             | Non nommé            |
| Thaïlande              | Countdown                                         |                                          | เคาท์ดาวน์                                    | Thaï, Anglais                                  | Nattawut Poonpiriya              | Non nommé            |
| Turquie                | The Butterfly's Dream                             |                                          | Kelebeğin Rüyası                            | Turc                                           | Yılmaz Erdoğan                   | Non nommé            |
| Ukraine                | Paradjanov                                        |                                          | Параджанов                                  | Ukrainien                                      | Serge Avédikian, Olena Fetisova  | Non nommé            |
| Uruguay                | Anina                                             |                                          |                                             | Espagnol                                       | Alfredo Soderguit                | Non nommé            |
| Venezuela              | Breach in the Silence                             |                                          | Brecha en el silencio                       | Espagnol                                       | Luis Rodríguez, Andrés Rodríguez | Non nommé            |